# Niconico動畫
Niconico動畫（日语：ニコニコ動画；簡稱Niconico、N站、Nico等 ）是日本多玩國公司營運的在线弹幕视频分享网站。其中「Niconico」（ニコニコ）意爲微笑，「動畫」（動画）意爲視頻。Niconico動畫與YouTube等视频共享网站相似，但Niconico動畫提供观看者可在视频画面上留言并以弹幕的形式出現在视频上的功能。

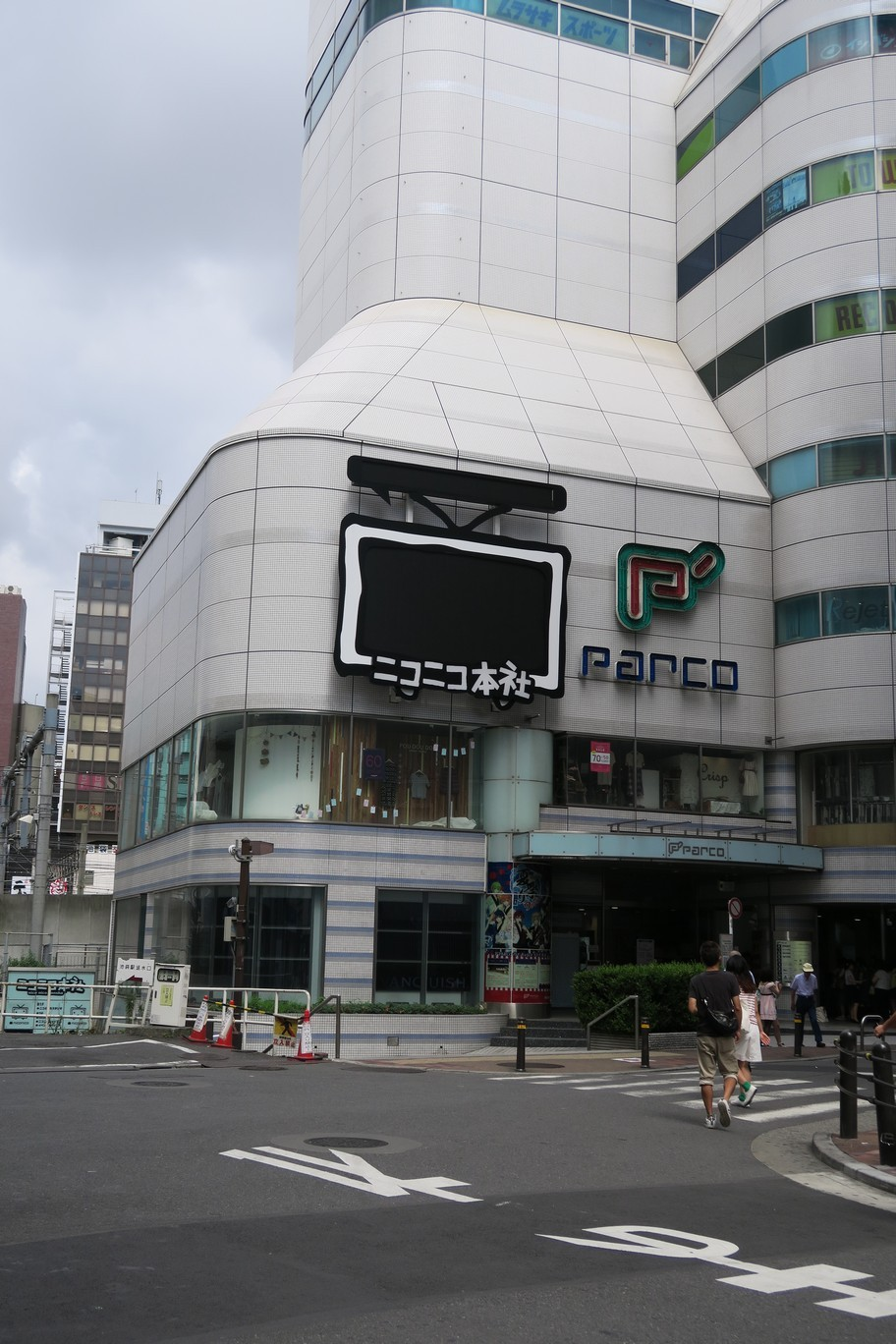
位于东京池袋的多用途场所Niconico本社（巴而可地下1－2层），注意并非网站营运意义上的本社

隨著業務的擴張，如沿用「Niconico」之名的Niconico直播及Niconico插畫，許多相關的服務都已超出了視頻共享服務的框架。在2015年8月，Niconico動畫一般會員約有5000萬人，付費會員約有250萬人。提供用戶可跨平台使用此服務。2007年該網站贏得好設計獎與日本御宅大賞，2008年又獲得電子藝術大獎。
近年來Niconico動畫的付費使用者數有萎縮的現象，2019年2月13日，根據公開的財務資料，付費會員減少至188萬人。

## 介紹

在Niconico動畫（秋）放映影片的螢幕截圖。左方影片播放區白色的字即為使用者的留言，右方則為留言歷史紀錄；而播放區下方有可由使用者編輯的商品列表「Niconico市場」

### 系統
在2010年10月前，Niconico动画并不允许用户直接上传至本网站，而是透过属同一公司的上传网站SMILEVIDEO取得视频源，Niconico动画的机能本身只是为视频加上弹幕。
直至β時期為止，Niconico動畫是能對應YouTube的影片的，而事實上當時網站大部分的影片都是來自YouTube的。但是自從YouTube阻擋Niconico動畫的連線後，β就結束服務，當以γ的名稱重新開放時，Niconico動畫則完全切斷自己與YouTube的連線。然後作為代替，開設了SMILEVIDEO。另外，對於YouTube把從Niconico動畫的連線阻擋的事件，YouTube至此亦沒有任何公開解釋，因此網路上出現很多不同的揣測，一些推測指出其原因是YouTube的服務器難以負荷大量的流量。
其後在RC時期曾經對應另一網站AmebaVision的影片，但在2007年10月1日進行系統維護後，以運用上的原因終止了對此網站的對應。那是因為有在SMILEVIDEO上傳多套違犯條約而被停止帳號的使用者，移到AmebaVision申請帳號並上傳影片。而且來自其他上載網站（如YouTube、SMILEVIDEO）比來自AmebaVision的多很多亦是原因之一。
Niconico鼓勵用戶上傳時已先準備好預先編碼的影片格式，截至2008年7月5日為止，免費和付費會員皆是支援H.264數位視訊編解碼器和AAC音訊編碼器。而Nico所上傳的影片，並沒有嚴格限制影片的長度，簡單區分為普通會員一次可上傳3GB，而白金會員則無限制，這也是在YouTube龐大的市占率下，仍能持續發展的原因之一。
2010年10月29日，SMILEVIDEO与Niconico动画合并后，改为直接上传形式。

### 使用
Niconico動畫的用戶可以上傳、觀看和共享视频。但是，與其他影片分享網站不同的是，留言是直接且同步出現在視訊螢幕上。這彈幕形式的留言功能是Niconico最大的特徵，使用者可自由指定彈幕出現的時間、於影片上的位置、字體的大小、文字的顏色等。留言亦可以選擇是從影片的右方移動到左方，或者是在一段時間內固定在特定位置。這功能使觀看者能直接對影片發表評論，且產生與其他人創建一個共享的觀看經驗。Niwango公司的董事西村博之指出，Nico的氛圍和文化背景較接近2channel或雙葉頻道，許多熱門影片通常帶有御宅族的味道，如日本動畫、電腦遊戲和流行樂。Nico影片亦有提供相關的類別標記，其中標籤可由任何用戶自由編輯，而不只是侷限於上傳者本人。每個影片可以擁有十幾種標記類別，其中最多可以選擇五個是鎖定不更動，其他則可由任何用戶自由編輯。通常這些標籤不僅作為分類，也可用來評論文章、諷刺、幽默或其他與影片相關的內容。該網站亦有提供藉由混合曲製成的MAD片，如組曲《NICONICO動畫》。某些動畫也會發布在在網站上，像是《Candy☆Boy》、《天體戰士桑雷德》和《企鵝美眉》等。

### 弹幕
彈幕是一種「評論功能（コメント機能）」，這也是Niconico動畫最大的特色之一。評論在影片播放中按下按鈕便會發送，成功的話3秒後就會顯示在影片上。結果就做出了與一般评论不同，「超越實際時間，虛擬的時間共享」（管理層稱之為「非同期Live」）的感覺。評論功能導入了時間的觀念，使Niconico動畫使用者獲得其他影片網站都沒有的「觀眾一起參與」的感覺，並取得空前的成功。彈幕除了拿來發表意見外，也常拿來作為字幕、歌詞或者解釋，亦被拿來作「繪畫」文字畫，亦有稱為「職人」的人在「試唱區（歌ってみた）」中加上字幕。至γ時代為止，輸入留言是會顯示使用者的名稱的，但因為大部分人認為像匿名討論區般才能自由發表評論，導致極少人在個人資料中加上自己的顯示名稱。因為這樣，在RC服務開始的同時停止了弹幕中显示账号的功能。
正常的留言都是由右流向左（曾經在2008年4月1日愚人節全面改為由左流向右），文字的顏色為白色。而指令功能就能更改留言的顏色、大小。使用方法是在留言欄的左邊輸入指令（如「ue」、「big」等），不同屬性的指令亦能夠共用。應用方面，此功能能夠為影片造出字幕，當此功能加上特殊文字（Unicode）並且組合，更能造出巨大的形文字。
一个视频的弹幕保存數目，1分00秒以內為100個，1分01秒至5分00秒以內為250個，5分01秒至9分59秒以內為500個，10分00秒以上的則統一為1000個。超出此數字的范围就會以發送時間為優先，顯示最新的弹幕。
弹幕的顯示數目在營運當初是沒限制全部顯示的，後來在2006年12月19日訂立統一250個的限制，在2007年1月5日又改變為上述的三級制至今。
然而，Niconico動畫間中亦會出現大量惡意使用者利用標籤、弹幕等方式，對其他人施以誹謗或中傷的事件。對此，情形嚴重者營運商會施以刪除手段，但總體收效甚微。
另外針對不喜歡视频有文字流過的人，Niconico動畫亦設有不顯示弹幕的功能；默認為顯示弹幕，且不顯示弹幕的設定並不會記憶保存。

### 備忘錄
Niconico動畫設有「我的備忘錄」功能，它的功能類似於書籤的列表，能讓使用者能保存特定時點的評論。所有用戶都擁有能記錄25部的影片，一個基本帳戶則可以擁有100個影片記錄，而付費帳號則能存檔500部影片。我的備忘錄可以有選擇地是否公開和聯結，如此一來就能做一個使用者上傳作品的列表；而觀看「我的備忘錄」時亦可以任意更改指定留言是否顯示。

### 搜寻功能
Niconico動畫的搜寻功能可以影片的標題及説明作關鍵字搜寻，亦可以標籤作搜寻的根據。搜寻结果根據上傳日期、點擊率及最新留言這些項目作升序或降序。

## 歷史

### 簡介
2006年12月12日，Niconico動畫開始提供實驗性質的服務，稱為。此時的Niconico動畫只是將儲存於YouTube上的影片，加上即時留言字幕的功能，本身並沒有提供影片上載的服務，與YouTube也沒有正式的關係。隨著網站越來越流行，自2007年2月23日後，YouTube禁止Niconico動畫存取其影片，於是Nico被迫關閉服務，但兩個星期後Niwango公司推出自己的動畫分享服務SMILEVIDEO。目前Niconico動畫可以存取儲存於SMILEVIDEO與Photozou等網站上的動畫。2007年8月9日，Nico宣布可藉由「行動電話來上傳影片」，並和NTT DOCOMO與au簽約。
截至2010年3月31日，有上傳過影片的Nico註冊用戶超過1670.0萬名，此外還有約506.00萬名的使用用戶和77.2萬名的付費用戶。由於伺服器的寬頻有限，Niwango在高峰時段（約晚上7點至凌晨2時）會限制免費用戶的訪問量。由於該網站为日本网站，Niconico動畫的使用者絕大部分是日本人，但據管理者統計，每日影片觀看次數約有1%來自於台灣、0.5%來自於香港。這使得Niconico動畫於2007年10月18日開始提供台灣版的服務，提供正體中文使用介面、專用留言系統與Niconico市場。但在台灣版接口開放之後，因為粗劣的翻譯（仍然充斥着許多日文，翻譯文法不正確）、沒有提供台灣人付費的機制等問題而得到許多負面的批評，許多台灣用户仍寧願使用日本版服務。
2012年10月7日，開設英語版服務並以Nicovideo.jp域名取代原为英文版的Niconico.com，配備了新的播放器和翻譯工具，可以讓用戶把視頻說明翻譯成英文或中文。
2012年4月27日，Niconico動畫宣布即將改名为Niconico，以及引入「Zero」這一个版本以提高視頻分辨率及進行改進
。
2013年2月8日起，Niconico動畫英文版與中文版无法访问，官方並未做出説明。
2024年6月起，Niconico旗下網頁和角川日本官網遭受勒索軟件攻擊，Niconico動畫改以「Niconico（Re:仮）」縮小服務，並展示歷年熱門影片，直至8月5日恢复除Niconico社區的旗下網站運作。詳見遭受網絡攻擊。同年10月30日，將服務局限於日本國內，暫停對海外服務。

### 歷史沿革
| 更新歷程 | 首頁名稱                    | 使用時間                       | 簡介 |
| -------- | --------------------------- | ------------------------------ | --- |
|          | Niconico動畫（試）          |                                | - 此時並不開放給大眾使用，僅為私人經營。 |
| 1.       | Niconico動畫（仮）          | 2006年12月12日－2007年1月15日  | - 2006年12月12日：「Niconico動畫（仮）」開始測試。 - 持續時間：25日 |
| 2.       | Niconico動畫（β）           | 2007年1月15日－2007年2月24日   | - 2007年1月15日：「Niconico動畫（β）」開始服務。 - 2007年2月1日：總留言數超過500萬。 - 2007年2月8日：總留言數超過1000萬。 - 2007年2月19日：新增對應的影片網站photozou。 - 2007年2月23日：3日前開始一直受到DDoS攻擊，更波及NIWANGO的行動電話網站，服務暫時停止。同時期，YouTube阻擋從Niconico動畫的連線。 - 2007年2月24日：測試版服務完結，發表新版本訊息。 - 持續時間：41日 |
| 3.       | Niconico動畫（γ）           | 2007年3月6日－2007年6月18日    | - 2007年3月3日：「Niconico動畫（γ）」開始收集註冊ID，一開始即發生故障。 - 2007年3月4日：註冊ID超過10萬。 - 2007年3月6日：比預定延遲一天開始「Niconico動畫（γ）」服務。同時新增對應的影片網站「SMILEVIDEO」。現存最早的影片sm9『レッツゴー！陰陽師』也是於此日上傳。 - 2007年3月7日：提供「AmebaVision」服務的Cyber Agent要求暫時刪除首頁和排名頁上的AmebaVision影片。 - 2007年3月13日：新增限制時間ID。之後定期新增一定數目的ID。 - 2007年6月18日：「Niconico動畫（γ）」服務完結。 - 持續時間：105日 |
| 4.       | Niconico動畫（RC）          | 2007年6月18日－2007年10月10日  | - 2007年6月18日：「Niconico動畫（RC）」開始服務，開始提供付費帳號。 - 2007年7月10日：「Niconico動畫Mobile（實驗）」開始服務。 - 2007年7月12日：「Niconico市場（暫定）」開始服務。 - 2007年7月15日：影片總觀看次數超過十億回。 - 2007年7月26日：註冊ID超過200萬。付費帳號會員超過5萬4千人。 - 持續時間：115日 |
| 5.       | Niconico動畫（RC2）         | 2007年10月10日－2008年3月5日   | - 2007年10月10日：「Niconico動畫（RC2）」開始服務。 - 2007年10月18日：台灣版開放使用。 - 持續時間：148日 |
| 6.       | Niconico動畫（SP1）         | 2008年3月5日－2008年7月5日     | - 2008年3月5日：「Niconico動畫（SP1）」開始服務。 - 2008年5月12日：影片總觀看次數達至50億回，Niconico大百科開始提供服務 - 持續時間：123日 |
| 7.       | Niconico動畫（夏）          | 2008年7月5日－2008年10月1日    | - 2008年7月5日：「Niconico動畫（夏）」開始服務。 - 2008年7月18日：德語、西班牙語版開放使用，並改善台灣版的使用介面。 - 2008年10月1日：日本時間13時「Niconico動畫（夏）」服務結束。 - 持續時間：89日 |
| 8.       | Niconico動畫（秋）          | 2008年10月1日－2008年12月5日   | - 2008年10月1日：日本時間16時「Niconico動畫（秋）」開始。 - 2008年11月12日：ID登錄者數突破1000萬人。 - 2008年12月5日：日本時間6時「Niconico動畫（秋）」服務結束。 - 持續時間：66日 |
| 9.       | Niconico動畫（冬）          | 2008年12月5日－2008年12月12日  | - 2008年12月5日：日本時間14時「Niconico動畫（冬）」開始。 - 2008年12月12日：日本時間11時「Niconico動畫（冬）」服務結束。 - 持續時間：8日 |
| 10.      | Niconico動畫（ββ）          | 2008年12月12日－2009年10月29日 | - 2008年12月12日：日本時間5時「Niconico動畫（ββ）」開始。同時Niconico動畫迎向二週年。 - 2009年1月23日：強化台灣版的使用介面。 - 2009年7月8日：總留言數達到20億。 - 2009年7月25日：付費會員突破40萬人。 - 2009年9月19日:日本時間10時付費會員突破50萬人。 - 2009年10月29日：日本時間5時「Niconico動畫（ββ）」服務結束。 - 持續時間：322日 |
| 11.      | Niconico動畫（9）           | 2009年10月29日－2010年10月29日 | - 2009年10月29日：日本時間9時30分「Niconico動畫（9）」開始。 - 2009年12月12日：日本時間14時付費會員突破60萬人。 - 2010年3月5日：日本時間13時20分付費會員突破70萬人。 - 2010年5月14日：日本時間21時30分付費會員突破80萬人。 - 2010年8月3日：日本時間9時25分付費會員突破90萬人。 - 2010年10月13日：日本時間19時50分付費會員突破100萬人。 - 2010年10月29日：日本時間6時「Niconico動畫（9）」服務結束。 - 持續時間：366日                                                                                |
| 12.      | Niconico動畫（原宿）        | 2010年10月29日－2013年12月3日  | - 2010年10月29日：日本時間10時「Niconico動畫（原宿）」開始。 - 2011年4月17日：英文版的「niconico β」開放使用。（後來以「niconico.com」正式服務） - 2011年12月8日：德語版本和西班牙語版本終止服務。 - 2013年10月8日：發布日本版的舊版本「原宿」可以持續使用至12/3的預告。 - 2013年12月3日：「Niconico動畫（原宿）」服務結束。 - 持續時間：1132日 |
| 13.      | Niconico動畫：Zero          | 2012年5月1日－2012年10月17日   | - 2012年5月1日：「Niconico動畫：Zero」服務開始，僅供付費會員先行使用。 - 2012年7月1日：「Niconico動畫：Zero」開放予一般會員使用 - 2012年10月17日：「Niconico動畫：Zero」服務結束。 - 持續時間：170日 |
| 14.      | Niconico動畫：Q             | 2012年10月17日－2013年10月8日  | - 2012年10月17日：「Niconico動畫：Q」開始。 - 2012年10月17日：台灣版和英文版服務轉移至主網站。 - 2012年10月30日：影片視聽記錄的最大儲存數量由20條增加至30條，cookie的保存天數改至90天 - 2013年2月4日：Niconico動畫的用戶上傳的視頻數目突破2000萬 - 2013年6月22日：付費會員突破200萬人。 - 2013年10月8日：改版為「Niconico動畫:GINZA（銀座）」。 - 持續時間：357日 |
| 15.      | niconico動畫：GINZA（銀座） | 2013年10月8日－2018年6月28日   | - 2013年10月8日：「Niconico動畫：GINZA（銀座）」開始。 - 增加播放影片時背景可變化之功能 - 搜尋頁面改版 - 2014年5月2日：推出ニコニ立体。 - 2014年10月1日：與KADOKAWA業務整合 - 2015年7月28日：付費會員突破250萬人。 - 2015年8月5日：ID登錄者數突破5000萬人。 - 2016年11月24日：推出RPGアツマール服務。 - 2016年12月12日：Niconico動畫創立10週年。 - 2017年4月17日：於Niconico超會議發表會上宣佈將於2017年10月對外發佈新的版本——niconico（く），不过于后來延期發佈。 - 持續時間：1724日                |
| 16.      | Niconico（く）              | 2018年6月28日－2020年8月8日    | - 2018年6月28日：「Niconico動畫（く）」開始。 - 首頁改版。 - 一般會員也可從手機網頁版上傳視頻。 - 容許用戶上傳720p/ 1080p的高畫質視頻。 - 持續時間：772日 |
| 17.      | Niconico（Re）              | 2020年8月9日－2022年12月11日   | - 2020年8月9日：「Niconico動畫（Re）」開始。 - 持續時間：855日 |
| 18.      | Niconico（eR）              | 2022年12月12日－2024年6月13日  | - 2022年12月12日：「Niconico動畫（eR）」開始。 - 2024年3月1日：調漲白金會員月費價格 - 2024年3月1日：廢除經濟模式，免費會員可以隨時以720p觀看影片 - 持續時間：549日 |
| 19.      | Niconico（Re:仮）           | 2024年6月14日－2024年8月4日    | - 2024年6月14日：「Niconico動畫（Re:仮）」開始。 - 由于上一版于2024年6月被黑客攻击而全站点瘫痪，推出该版本，用于轮播2007年之后较热门的视频，无需用户登录功能，仅服务日本地区IP。 - 持續時間：52日 |
| 20.      |                             | 2024年8月5日－2024年9月16日    | - 2024年8月5日：「」開始。 - 更換了影片播放介面 - 由於2024年6月的網路攻擊，此版本首次登入時需要重新設定密碼 - 持續時間：43日 |
| 21.      | Niconico（Re:turn）         | 2024年9月17日－2025年5月27日   | - 2024年10月30日，將服務局限於日本國內，暫停對海外服務 - 根據服務及地區的不同，可能有以下幾種服務遭到海外地區禁用：ニコニコ動画、ニコニコ静画、ニコニコチャンネル、ボカコレアプリ、ニコニ広告、フォロー新着機能。 - 持續時間：253日 |
| 22.      | Niconico（to i）            | 2025年5月28日                  | - 2025年5月28日：「Niconico(to i)」開始。 |

## 收入來源
Nico的主要收入分為三個部分：白金會員（付費會員）、廣告和Niconico市場。付費會員和Niconico市場在過去僅提供給日本用戶，非日本用戶可藉由PayPal或日本網站與國際JCB卡或WebMoney進行交易。此外截至2010年7月時，niconico市場服務也延伸到台灣版。

### 白金會員
Niconico動畫上傳影片需註冊帳號，分為普通會員和白金會員（付費會員）。並接受信用卡、網路匯款及PayPal三種付款方式，白金會員能擁有較佳的連線速度和其他額外功能。截至2015年7月28日為止，Nico總計有超過250萬名白金會員。
台灣版曾推出三個月白金會員資格只要600元新臺幣的方案，期限一過若不再續約會自動恢復成普通會員。

### 廣告
NicoNico早期使用Google AdSense來提供話題廣告和其他網路廣告。2008年5月8日，Niwango宣布與雅虎日本合作，並計劃改為搜索與雅虎相關的廣告和其他服務，這也讓Nico可以登上明顯的搜尋關鍵字，但目前Nico的行動版本上並沒有廣告進駐。

## 問題
雖然Niconico動畫發展迅速，但自2008年1月，用戶增加和總觀看時間開始飽和，甚至有倒退的趨勢。

### 版權問題
跟YouTube一樣，Niconico動畫也常被上傳些被認為侵權或者是盜版的影片，且也有人在深夜時段上傳色情影片。被指為侵權的短片在版權持有人要求下，Niconico經過審查後亦會刪除。
2007年10月30日，日本音樂著作權協會（JASRAC）和Niwango宣布開始有夥伴關係，其中Niwango將支付其兩成的收益給JASRAC作為版權使用費。2008年7月2日，日本映畫製作者聯盟、日本動畫協會、以及日本映像軟體協會三團體，去信Niconico動畫管理層Niwango，指出他們將加強管控其動畫和相關內容，包括影片動畫和MAD片等、並要求他們把包括MAD等侵權的動畫盡快刪除。這使得一些MAD製作者把MAD發佈地點轉移到另一影片共享網站Zoome，然而該網站亦已關閉。

### 系統不穩定問題
相較於YouTube的穩定性與速度，Niconico動畫普遍被認為系統負荷力非常不足，觀看動畫時卡頓與無法正常使用相關服務是經常發生的事，Niconico動畫在這之後宣布會加強系統負荷力的消息，甚至在2018年進行大改版。直至目前為止，Niconico動畫發生系統不穩定的狀況才有所改善。

### 台灣版問題
台灣版介面開放之後，因為粗劣的翻譯（仍然充斥著許多日文，翻譯成中文的部份也大多文法不正確）等問題而得到許多負面的批評；許多台灣用戶仍寧願使用日本版服務。

### 中国大陆的屏蔽
2010年12月9日，Niconico动画在诺贝尔和平奖颁奖典礼前夕，被中国大陆防火长城屏蔽，方式是服务器IP地址封锁和域名关键词过滤。
2013年2月7日，该网站在中国大陆地区逐渐解封。当天即有大量中文视频、弹幕和留言出现在网站上，24小时热门榜一度被中文刷屏，随后站方开始考虑对此进行限制。9月18日起，Niconico动画的视频播放页在中国大陸再次被屏蔽。之后又解除屏蔽，之后只有视频播放页面无法访问，其他则可以正常访问。
2016年3月31日，该网站在中国大陆除一些视频外基本可以正常访问。2018年10月，该网站启用HTTPS，中国大陆除直播外的所有网页均可正常浏览。
2019年3月27日，防火长城对该网站恢复全站屏蔽。

### 俄罗斯的屏蔽
自2015年12月4日起，Niconico在俄罗斯被屏蔽，至今仍未解封。

### 與中国大陆弹幕网站的關係
在2008年，因为中国大陆创立了最早模仿Niconico建立的弹幕视频网站AcFun，在Niconico上引起过不小的风波，很多日本人认为AcFun属于Niconico的不当复制；当年5月末甚至发生了被中国大陆网民称为「Niconico入侵事件」的事件，日本网民大量涌入AcFun并发表政治等不愉快弹幕的冲突，此事件导致AcFun开始使用会员登录方式。
有部分日本網民認爲，中國大陆的bilibili動畫（日语：ビリビリ動画）是Niconico動畫的模仿品。因此，兩國網民常拿這兩個網站來作比較。

### 遭受網路攻擊
2024年6月8日3時23分（GMT+9），母公司角川的日本官方網頁和Niconico旗下網站開始遭受勒索软件攻擊，导致Niconico旗下主要业务網站下线。
6月9日，联系警方并咨询外部专门机构进行调查。
6月14日，临时推出版本并抽选了2007年时（之后提及还会包括2008年到2015年的）较为热门的影片定时更换展示，僅限於日本服務，无需使用用户登录功能，官方预计需要重构整个系统而避免日后再出现类似安全问题，并预计需要一个月的时间修复并逐步恢复正常服务。
7月1日，承认造成此次事件的俄罗斯黑客组织“BlackSuit”开始析出从角川系统获得的1.5T隐私数据，在6月27日时其已经在暗网中公开声明，如果不支付赎金就会在7月1日公开数据。现时已公开的100G数据中，包括角川集团教育機關師生資料、旗下多玩國工作者的資料以及 Niconico 動畫合作演出的相關工作者資料、實況主資料等，甚至詳細到地址與駕照照片等。角川发表声明回应，表示道歉并继续调查和修复数据、提醒不要下载相关数据、没有涉及财务的数据损失。
Niconico旗下網站於2024年8月5日起全站逐步恢復，唯獨「Niconico社區」因網絡攻擊導致資料丟失而不能恢復。

## 相關服務

### Niconico直播
视频直播服务，简称「生放送」、「Nico生」等，于2007年12月25日开始提供服务。

### Niconico頻道
类似电视頻道的播放服务，于2008年12月5日开始提供服务。

### Niconico靜畫
插畫發佈服务，于2009年11月14日开始提供服务。

### Niconico大百科
类似wiki模式的ACG資訊百科服务，于2008年5月12日开始提供服务。

### Niconico市場
Niconico市場是一個獨特的廣告系統，是Niconico動畫日本版自2007年7月起開始，「以網路通販與廣告回覆為基礎的使用者交流服務」。用戶可以在每個視頻頁面下方會看到一廣告處，會有與動畫相關的商品圖示，包括CD、DVD、書籍、人偶等；使用戶除了瀏覽這些商品之外，還可以自由的進行編輯這些商品，也可以購買想買的物品，用戶亦由此知道商品有多少點擊數和多少購買量。排名的購買數字是由透過Nico市場提供，商品的提供則有自Amazon.com、雅虎購物和多玩國手機情報區的服務。

## 外部連結
- （日語）
- （日語） 網站開發的網誌 （页面存档备份，存于）
- （日語） niconico動畫台灣版頻道 （页面存档备份，存于）
- （繁體中文）niconico官方新聞部落格（台灣版） （页面存档备份，存于）
- （简体中文）niconico动画官方的新浪微博
- niconico動畫台灣官方粉絲專頁的Facebook專頁
- 的X（前Twitter）
- 的X（前Twitter）
- YouTube上的頻道
- 的Facebook專頁